# Acontia fiebrigi
Acontia fiebrigi là một loài bướm đêm trong họ Noctuidae.